# Oldřich Lomecký
Oldřich Lomecký (5 de septiembre de 1920 - 17 de abril de 2011) fue un deportista checoslovaco que compitió en piragüismo en la modalidad de aguas tranquilas. Ganó una medalla de bronce en el Campeonato Mundial de Piragüismo de 1950 en la prueba de C2 10 000 m.
Participó en los Juegos Olímpicos de Helsinki 1952, donde finalizó sexto en la prueba de C2 10 000 m.

## Palmarés internacional
| Campeonato Mundial | Campeonato Mundial     | Campeonato Mundial | Campeonato Mundial |
| Año                | Lugar                  | Medalla            | Evento             |
| ------------------ | ---------------------- | ------------------ | ------------------ |
| 1950               | Copenhague (Dinamarca) | Medalla de bronce  | C2 10 000 m        |